# Chlorophorus signaticollis
Chlorophorus signaticollis är en skalbaggsart som först beskrevs av François Louis Nompar de Caumont de Laporte och Hippolyte Louis Gory 1841.  Chlorophorus signaticollis ingår i släktet Chlorophorus och familjen långhorningar.
Artens utbredningsområde är Taiwan. Inga underarter finns listade i Catalogue of Life.